# 賓果 (絕命律師)
〈賓果〉（英語：Bingo）是美國犯罪劇情電視劇《絕命律師》第一季的第七集，該集由詹妮弗·哈奇森編劇，並由拉里薩·康德拉基執導。在美國，該集於2015年3月16日在AMC播出，至於美國以外的多個國家則在串流媒體服務Netflix上首播。

## 劇情
吉米·麥吉爾（鮑勃·奧登科克 飾）和麥克·艾曼翠岳（喬納森·班克斯 飾）向傑夫·阿巴西警探（奧米德·阿布塔希 飾）歸還筆記本（他們在上一集“警察”中偷走該本筆記），聲稱他們在警察局停車場找到它。儘管阿巴西指控麥克，格雷格·桑德斯警探（巴里·沙巴卡·亨利 飾）私下還是向麥克保證他沒什麼好害怕的。吉米發現查克·麥吉爾（邁克爾·麥基恩 飾）站在房子門外，聲稱正在增強自己對電磁的耐受性。他將一堆案件檔案存放在查克的家中，希望能夠重新點燃查克對法律的興趣。他隨後將金·魏斯勒（蕾亚·塞洪 飾）帶到自己正在考慮租用的辦公套房並邀請她成為合夥人，但她因為忠誠於HHM律師行（Hamlin, Hamlin & McGill）而拒絕他的邀請。
金與貝琪和克雷格·凱特曼（茱莉・安・艾茉莉和傑瑞米·沙姆斯 飾）會面並向他們提出一項認罪協商，其中包括歸還侵吞的160萬美元公款和克雷格需要被監禁16個月。由於輸掉審判將意味著30年的監禁，金建議克雷格接受協商，但貝琪拒絕，她重申克雷格的清白並否認他們有任何錢可以歸還。凱特曼夫婦解雇金並轉為聘請吉米，吉米最初也敦促他們接受認罪協商，但貝琪通過當時付的“聘用費”來勒索他（參見“英雄”一集），指出他與他們的罪行已經牽連在一起。吉米在HHM律師行拿資料時發現金因失去凱特曼夫婦的委託而被降職。
吉米請麥克幫助自己，麥克於晚上將一種螢光液體噴灑在吉米被賄賂得來的現金上，並將其放在凱特曼家外面。克雷格找到那疊現金，以為是來自自己挪用的錢，並將其放回到他們藏現金的地方。麥克隨後闖入房子並使用黑光灯追踪克雷格留下的螢光痕跡，最終找到現金藏在浴室櫃底部。他帶著現金離開房子，吉米拜托他把錢交給地方檢察官。麥克告訴吉米他上次幫助自己偷走阿巴西的筆記本，他這次完成任務讓兩人從此一筆勾銷。
吉米在第二天拜訪凱特曼一家，當他們發現錢不見了時，貝琪再次威脅會透露吉米也同樣犯罪。吉米回答說如果她這樣做，她亦會被指控犯有賄賂罪行，若果夫婦兩人都被定罪，那麼孩子們就將會在沒有父母的情況下長大。凱特曼夫婦最終同意接受金的認罪協商，認為只有其中一個父母入獄是他們的最佳選擇。沮喪的吉米知道現在無法負擔新的工作空間，他回到原本將會屬於自己的辦公室發洩憤怒。

## 製作
這是該劇的資深製作人詹妮弗·哈奇森負責編劇的第二集。該集由拉里薩·康德拉基執導。

## 迴響

### 收視率
該集在播出後的美國總收視人數為267萬觀眾，並在美國18-49歲的成年人統計人口中獲得1.3的收視率。

### 評價
該集獲得大多數的正面評價。根据評論匯總网站爛番茄汇总的24篇评论文章，92%的评论家给予该作正面评价，使之獲得「認證新鮮」標識，平均打分为7.70分（满分10分）」
《IGN》的羅斯·科內特（Roth Cornet）給該集8.8/10分的評價，稱讚華麗的燈光和攝影完美地符合主題探索，並總結道：“‘賓果’展示吉米再次跌跌撞撞地走在正確的道路上，一步步幫助我們更了解吉米如何以及為何選擇將自己包裹在薩爾·古德曼這個角色的硬殼裡面。”《每日电讯报》的艾德·鮑爾（Ed Power）給該集四顆星的評價（滿分五顆星），他稱讚吉米與金之間的關係塑造並說：“吉米挽救了金的職業生涯，而自己卻一無所獲。鬱悶和亂糟糟的他第一次像一個全面的人，他的本質超越了表面上的聰明和詭辯。這是低調的一集，在許多方面感覺像是一個轉折點。”

## 外部連結
- 互联网电影数据库上賓果的资料（英文）

- 《賓果》（页面存档备份，存于）在AMC
- 爛番茄上《賓果》的資料（英文）